# ちひろ (歌手・作曲家)
ちひろは、日本のシンガーソングライター、ラジオパーソナリティ。長門市公認「金子みすゞアンバサダー」
日本音楽著作権協会（JASRAC）正会員。本名は藤井千尋（ふじいちひろ）。血液型O型。山口七夕ふるさと大使。
主に童謡詩人金子みすゞの詩に作曲し歌い語る活動を全国で行っている。NHKラジオ等のパーソナリティ、民放テレビ番組のレギュラー出演、特番のナレーターとしても活動。EXPO2025 大阪・関西万博に出演。所属事務所は株式会社ベルミューズ。
2025年9月24日 日本コロムビアからメジャーリリースとなるNEWアルバム『Misuzu Songs -金子みすゞのうたがきこえる-』が発売予定。
ちひろ は 株式会社ベルミューズの商標又は登録商標。

## 略歴・エピソード
山口県山口市に生まれ育つ。
山口市立大殿小学校、山口市立大殿中学校、私立サビエル高等学校、花園大学文学部（現社会福祉学部）社会福祉学科を卒業。
大学の卒業論文のテーマは「老人福祉と音楽療法」
長女として京都市内の病院で誕生する。母方の祖父・東昇（ひがしのぼる）は鹿児島県川辺町（現南九州市）出身、日本で第1号となる電子顕微鏡を完成させた人物で京都大学名誉教授。日本ウイルス学会会長、国際電子顕微鏡学会連合総裁等を歴任、紫綬褒章を受章した世界的権威のウイルス学博士であった。
3歳よりソルフェージュ・聴音、6歳よりピアノを習い始める。山口県内のピアノコンクールの受賞歴あり。
中学時代はブラスバンド部に所属しクラリネットを担当。県内のコンクールにて金賞を受賞した際はクラリネットのソロを担当している。
高等学校時代は、軽音楽部とダンス部に所属。軽音楽部ではロックバンドのヴォーカルを務めている。また、ダンス部では部長を務め、創作ダンスの振付や音楽編集も担当していた。
大学に進学。当時日本ではまだ資格が持てなかった音楽療法士に興味を持ち、大学の授業とは別に自ら特別養護老人介護施設に行き、当時アメリカ合衆国で資格を得た音楽療法士の現場を見学。卒業論文は「音楽療法と老人福祉」のテーマで提出した。「音楽同好会」に所属し、ロック、R&B、ポップスなど様々なジャンルのバンドを経験。大学在学中から自らアルバイトで学費を貯め、夜間の職業訓練専門学校コンピューターミュージック科に通い、打ち込み音楽の技術を修得。この頃からミュージックコンポーザーとしての仕事に携わっていく。
当時組んでいたユニットの作品が認められ、スカウトを受け上京。1997年からは作曲家として活動。1998年には、有限会社トライエックスミュージック社（当時の株式会社ロックオンパブリッシャーズ）のSong Bank会員No.1としてデビューする。女優・遠藤久美子や声優・木村亜希子、寺田はるひなどのアルバムや映像作品に楽曲を提供。
京都、東京での音楽活動を経て2003年1月に帰郷。実家にあった童謡詩人金子みすゞの詩集を手にし衝撃を受ける。その詩の心こそ音楽で伝えたいと、金子みすゞの詩に曲をつける。当初はその作品を公表しなかったが、友人の誘いで参加したあるライブステージで、急遽空白の時間が出来てしまったことがきっかけで、その歌数曲を初披露することになった。この年はちょうど金子みすゞ生誕100年という節目でもあり、また長門市仙崎に金子みすゞ記念館が設立された年でもあった。その後、山口県を拠点として歌手活動をスタート。
2005年から6年間、tysテレビ山口「週末ちぐまや家族」のエンディングソングに『星とたんぽぽ』(詩/金子みすゞ 作曲・歌/ちひろ)が起用される。
楽曲制作の依頼も多く、ミュージカル音楽（第21回国民文化祭・やまぐち2006の金子みすゞミュージカル「みすゞ夢空間」）、学校校歌（岐阜聖徳学園高等学校、山口県阿武町立阿武小学校）、人権の歌『こころ』（熊本県菊陽町）、幼稚園愛唱歌『おおきなおみみ』『みすゞさんありがとう』『なかよし０・１・２～りんごのもりのなかまたち』（野田学園幼稚園）、ラグビー部部歌『一勝驀進』（福島県立郡山北工業高等学校）、国指定特別天然記念物秋芳洞の「3億年のタイムトンネル」BGM、ご当地ソングなどの作詞・作曲・編曲を手がけている。
- 2011年、エフエム山口制作特別番組「こだまでしょうか 〜今、金子みすゞの心を聴きたい〜」パーソナリティ。第7回日本放送文化大賞ラジオ部門で同局が準グランプリを受賞。番組内ではちひろの歌と共に、金子みすゞ記念館館長・矢崎節夫や金子みすゞの一人娘・上村ふさえのインタビューも交えており、山口県長門市通（かよい）地区にある向岸寺で毎年行われている「鯨法会」（鯨回向）の様子も紹介され、金子みすゞの生い立ち、詩の心の背景が紹介されている。

- 2017年4月、宇部フロンティア短期大学の客員教授に就任。

- 2019年4月から放送のNHK横浜放送局ラジオ番組「はま☆キラ！」テーマ曲「YOKOHAMA ORANGE」、番組内のBGMを作曲。

現在も山口市を拠点とし、日本国内外において年間約80回の公演活動を展開している。
- 2022年11月19日には、金子みすゞの母校にあたる長門市立仙崎小学校「創立150周年記念 みすゞまつり」にて、記念コンサートを行った。

- 2023年1月31日、NHK山口放送局「情報維新! やまぐち」の番組内で、長野亮アナウンサーと共に長門市立金子みすゞ記念館から生中継。館内を紹介後、みすゞギャラリーから長野亮アナウンサーのギター伴奏で歌う「私と小鳥と鈴と」（作曲：ちひろ）の生歌が放送された。

- 2023年2月10日、NHK「にっぽん列島夕方ラジオ」（夕方5：05～5：55）の放送枠で、金子みすゞ生誕120年を記念した番組「中国！ちゅーもく！ラジオYAMAGUTIC」～金子みすゞに触れる50分～が、全国の多くの地域で放送された。出演はちひろ、金子みすゞ記念館の矢崎節夫館長、長野亮アナウンサー。この番組は、2月5日に金子みすゞの母校・長門市立仙崎小学校の音楽室にて公開収録されたものである。

- 2023年4月、北御堂が発行する月刊誌『御堂さん』4月号に、金子みすゞ記念館館長の矢崎節夫氏、ちひろのインタビューが特集として掲載された。

- 2023年4月2日、山口県立劇場ルネッサながとで開催された、金子みすゞ生誕120年・金子みすゞ記念館開館20周年『金子みすゞの宇宙～世界に広がるみすゞさんのまなざし～』（主催：公益財団法人長門市文化振興財団、NPO法人金子みすゞ顕彰会）では、出演者として30分のコンサートステージを務めた。

- 2023年4月11日、金子みすゞ120回目の誕生日のこの日、長門市仙崎にある金子みすゞ記念館前のみすゞ通りでは、金子みすゞ記念館開館20周年セレモニーが行われ、オープニングで『王子山』『私と小鳥と鈴と』を歌い、また長門市長、副市長、市議会議長、記念館館長の矢崎節夫氏、みすゞ保育園の園児代表らと共に、ちひろもくす玉割りを行った。この模様はNHK山口放送局、KRY山口放送、長門市ケーブルテレビ ほっちゃテレビ、山口新聞などでも報道された。

- 2023年5月11日-12日 親鸞聖人御誕生850年・立教開宗800年慶讃法要記念「第17回世界仏教婦人会大会」にて記念公演。京都の世界遺産・西本願寺を総本山とする浄土真宗本願寺派 世界仏教婦人会連盟が主催となり、国立京都国際会館にて2日間開催されコンサートを行う。大正三美人の一人として数えられ、仏教婦人会創設に尽力した九條武子の遺した和歌や詩にちひろが作曲し披露。日本国内のみならず、アメリカ、カナダ、ハワイ、ブラジル等から約2,300人が会場に集った。なお、会場となった国立京都国際会館・京都国際会議場は昭和41年に設立。最初に開催されたのが「国際電子顕微鏡学会議」であり、その会議の会頭を務めた、こけら落としとして講演を行ったのが、ちひろの祖父東昇である。

- 2025年1月25日 NHK「中国！ちゅーもく！ラジオYAMAGUTIC」～ちひろが歌う 大津あきらの世界～の公開収録が山口県立劇場（ルネッサながと）にて行われ、長門市仙崎生まれの作詞家大津あきらが戦後50年の引き揚げ手記に書き残していた詩「心めぐり」に、ちひろが作曲し初披露。番組は2月7日に放送された。この模様はNHKのみならず、yab山口朝日放送の番組でも紹介された。

- 2025年2月21日 長門市公認「金子みすゞアンバサダー」に就任。金子みすゞ記念館矢崎節夫館長が同席の中、金子みすゞの故郷、長門市の江原市長から委嘱状を受け取った。

- 2025年4月2日～6日  座・高円寺２（東京都杉並区）で上演された舞台「あゝ大津島 碧き海」東京公演（全8公演）、同年8月3日 周南市文化会館での同演劇（周南公演）にて、音楽の先生 大西あずさ役で初めて演劇の舞台を踏んだ。この演劇は、特別攻撃隊「回天」をテーマにした演劇で、プロデューサーは俳優の若林哲行氏。

- 2025年6月11日  EXPO2025 大阪・関西万博で4日間開催された山口県催事ステージの2日目をちひろが担当し、２ステージのコンサートを行った。

### テレビレギュラー出演
- 2023年4月～2024年3月 KRY山口放送 熱血テレビ 「生誕120年 今伝えたいみすゞの心」コーナー

### ラジオパーソナリティ
【レギュラー番組】
●NHK「中国!ちゅーもく!ラジオYAMAGUTIC」
●KRYラジオ「ちひろとみすゞTime」
●コミュニティFM全国放送「みすゞさんと明るいほうへ」
- ～2005年12月FMながと（FM AQUA）「ちひろDEランチ」レギュラー
- 2005年7月～2024年9月 KRY山口放送ラジオ「ちひろDEブレイク」（日曜日14時30分-）レギュラー
- 2018年4月～ NHKラジオ第1（中国地方5県の放送）「中国!ちゅーもく!ラジオYAMAGUTIC」レギュラー
- 2021年4月～ 全国コミュニティFM「みすゞさんと明るいほうへ」（水曜日11時-等）レギュラー　※現在９局のコミュニティFMで放送中 　FM-NANAKO（山口県萩市）、FM AQUA（〃長門市）、 COME ON！FM（〃下関市）、FMスマイルウェ～ブ（〃山陽小野田市）、FMわっしょい（〃防府市）、しゅうなんFM（〃周南市・下松市）、郡山コミュニティ放送（福島県郡山市）、FMはつかいち（広島県廿日市市）、ULTRA FM（福島県須賀川市）
- 2023年10月～ 全国放送コミュニティFM「みすゞさんと明るいほうへ」（毎週日曜日 朝5：25～5：55）　※上記9局の放送日時に加え全国放送が開始
- 2024年10月～ KRY山口放送ラジオ「ちひろとみすゞTime」（日曜日14時30分-）レギュラー。「ちひろDEブレイク」がリニューアルされ新たなスタート！

### ナレーター
- 2006年 NHK（中国五県の放送）「ふるさと発～お盆に沈む島～」
- 2016年 tysテレビ山口 「どうかね、好きかね、元気かね～嘉年小最後の1年～」BS-TBS / CS-TBSでも再放送
- 2025年 yab山口朝日放送「ふるさとの歌～仙崎が生んだ作詞家・大津あきら」

### 朗読とタイトルコール
- 2023年3月～4月にかけて NHK山口放送局のニュース番組「情報維新！やまぐち」で計4回にわたって放送された「みすゞとわたし」のコーナーでは、オープニングのタイトルコールと金子みすゞの詩を朗読

### 番組テーマ曲・BGM作曲
- NHK横浜放送局ラジオ番組「はま☆キラ！」（2019年4月～の新番組）のテーマ曲「YOKOHAMA ORANGE」を作曲。編曲は西本明。番組内のコーナーに流れるBGMも制作。
- NHK旭川放送局ニュース番組「ほっとニュース 道北オホーツク」内の「進め！地域おこし協力隊」コーナーでは、ちひろ作曲のBGMが流れている（2022年4月～）

### 校歌（作詞・作曲）
- 岐阜聖徳学園高等学校（岐阜県）
- 阿武町立阿武小学校（山口県）

### 受賞
- 第7回日本放送文化大賞 ラジオ部門準グランプリ エフエム山口特別番組「こだまでしょうか～今、金子みすゞの心を聴きたい～」 パーソナリティ：ちひろ　制作：エフエム山口
- 2022年 日本民間放送連盟賞 中国四国地区ラジオ番組部門エンターテインメント番組 優秀賞受賞「ちひろDEブレイク特別番組ー金子みすゞがつなぐ人と人ー」 パーソナリティ：ちひろ　制作：KRY山口放送

### 園歌・愛唱歌
- 企業主導型保育所 ハッピーランド 園歌『おひさまキラキラ』作詞/作曲
- 野田学園幼稚園 愛唱歌『おおきなおみみ』『みすゞさんありがとう』『なかよし0・1・2』作曲
- 高松保育園 愛唱歌『かぜ』『ギッコンバッタン』『ふくろ』（詩/村山籌子<カズコ> 作曲/ちひろ）

### 行政／人権・道徳の歌
- 熊本県菊陽町『こころ』（人権）作詞/作曲/編曲
- 高知県津野町『笑顔の生産者』（道徳）作曲/編曲

### 防災無線
- 山口県山口市・・・2015年9月1日より 『ふるさとの風〜山口市民の歌〜』（作曲/ちひろ）が夕方に市内全域にてメロディが放送。
- 山口県長門市・・・2015年11月1日～『一寸法師』（作曲/ちひろ）が正午に市内全域にてメロディが放送。

### 市歌・ふるさとソング
- 山口県山口市『ふるさとの風～山口市民の歌～』作曲/編曲
- 山口県周防大島町沖家室島『沖家室ふるさと～わたしの島～』 作詞・矢崎節夫、作曲/編曲/歌・ちひろ
- 山口県美祢市秋吉台『草原のラピエ～太古の海の物語～』作詞/作曲/編曲/歌
- 山口県岩国市柱島『悠久の島』作詞/作曲/編曲/歌
- 大分県中津市本耶馬溪町西谷地区『風薫るふるさと』作詞/作曲/編曲/歌
- 山口県萩市佐々並地域『ささラブソング』作曲/編曲

### 音楽監督
- 第21回国民文化祭・やまぐち2006の金子みすゞミュージカル「みすゞ夢空間」
- 山口県美祢市秋芳洞「3億年のタイムトンネル」BGM

### スポーツとの関わり
- 2004アテネオリンピック男子マラソン日本代表油谷繁選手（中国電力） 応援歌『君が教えてくれたもの』を作詞作曲
- 第82回全国高等学校相撲選手権大会の中国地区大会「中国04総体相撲競技」イメージソング『高き空に』を作詞作曲、記念CDが制作された。

- ラグビー部との交流

2012年 - 2016年まで、東日本大震災の被災地となった（福島県・宮城県）にて、全35ヶ所・5年続けた東日本復興応援ちひろコンサートをきっかけとし、2015年4月、福島県立郡山北工業高等学校ラグビー部との交流が始まる。コンサートを初めて聴いたラグビー部員が大きな刺激を受ける。「”みんなちがって、みんないい。”は、まさにラグビーだ！」「ちひろさんが堂々としてステージに立っていた」「自分もラグビーで人を感動させたい」と評された。夏の合宿では、ちひろ直筆の「花園へ！！郡山北工ラグビー部 みんなちがってみんないい♪ ちひろ」と、メッセージとサインがプリントされたTシャツを着て挑んだ。部員の中には『私と小鳥と鈴と』（作曲・歌/ちひろ）を試合前に聴き、試合に臨んだ者もいた。2017年、同校ラグビー部OB会が部歌制作をちひろに依頼。「郡山北工業高等学校ラグビー部部歌”一勝驀進”（いっしょうばくしん）」が同年4月、同校グラウンドで初披露となった。
- 国歌斉唱

2016年8月30日、25年ぶりにリーグ優勝を果たした広島東洋カープの公式戦（対DeNAベイスターズ戦）MAZDA Zoom-Zoom スタジアム広島にて、試合開始前の国歌斉唱を務めた。
- 柔道家への応援ソング

2019年8月 視覚障害者柔道女子57㎏級・廣瀬順子選手の応援ソング『自分に出逢うために』を作詞作曲。マキシシングルとして『自分に出逢うために』を2020年3月31日に発売。

### ゆるキャラテーマソング
- 2019年 湯田温泉（山口県山口市）のマスコットボーイ♥ガールの”湯田ゆう太・ゆう子”のテーマソング『湯田温泉にKON来ん？』を作詞作曲。現在、湯田温泉のテーマソングとして地元のホテルや施設などでPVや音楽が流れている。2021年11月1日にはCDアルバム『湯田温泉にKON来ん？』が発売された。

### CM
- 「すおう葬祭」・・・2020年10月～山口県民放各局テレビ、KRYラジオにて現在放送中
- 「あさひ製菓」”月でひろった卵”・・・CMソングとしては最も長く起用
- 「ハートピア共済」
- 「ホテル楊貴館」
- 「山口県人権啓発週間」
- 「杉山内科小児科医院」

などのCMソングにも起用された。

### スーパーマーケットで流れている歌
- 「ヤサイコトバ」のうたが、コープやまぐち「ここと」山口県内の全店舗の青果売り場にて2021年の年末から流れている。「ヤサイコトバ」は山口県出身のヤサイコトバ作家・野菜ソムリエ上級プロ・料理家の西川満希子が考案した花言葉のような、野菜につけた言葉。そのヤサイコトバを基に、ちひろが作詞・作曲・編曲し、自らが歌っている歌である。

### 関連商品
2009年、ちひろの歌声を聴かせた商品として、株式会社シマヤ「ぶちうまい」シリーズの商品『金子みすゞの子守唄で寝かせた味噌』。味噌の熟成段階で金子みすゞの楽曲『波の子守唄』（作曲・歌/ちひろ）を聴かせ味噌を発酵させている。2010年4月、読売テレビ「秘密のケンミンSHOW」の「辞令は突然に」のコーナーで、東京一郎（俳優/水沢駿）が山口県へ転勤。シマヤの味噌工場へ赴き『波の子守唄』を聴かせ味噌が発酵している様子を紹介した。

### 関連人物
CDアルバム『Message〜メッセージ〜』と『REBORN-リボーン金子みすゞ-』の2作品には音楽プロデューサーの西本明、また山瀬まみが歌う『Dr.プップクプー』を作曲したミュージシャンの小西輝男が参加。またレコーディングエンジニアには、KinKi Kidsや嵐 (グループ)、井上陽水、中島みゆきなどのレコーディングに携る青野光政を迎えている。

### 関連書籍
- 平成22年度童謡歌集『さぁ歌おう』（正進社・山口県版）・・・金子みすゞの詩『私と小鳥と鈴と』『星とたんぽぽ』（作曲/ちひろ）が掲載。
- 『金子みすゞの110年』（JULA出版局）・・・ちひろCD『私と小鳥と鈴と』が画像付きで掲載。
- 『歌がつむぐ日本の地図』（帝国書院）・・・山口県ページには、山口県の歌手としても紹介され、金子みすゞの楽曲『鯨法会』（作曲・歌/ちひろ）がそれぞれ掲載されている。

2006年に沖家室開島400年記念誌が発行されたが、400年を記念して制作した歌『沖家室ふるさと-わたしの島-』（作詞/矢崎節夫・作曲/ちひろ）が掲載されている。
2011年にプロモーションアイから発行された『やまぐち夢追い人50人』に、ちひろの生い立ちから活動に至るまでが紹介されている。

### グッズブランド
オリジナルグッズブランド「CHIROSE」（読み：チローズ）を、ちひろがプロデュース。2018年7月15日より発売。

### 主なメディア出演・紹介 & 掲載
- テレビ

NHK中国5県放送「ひるまえ直送便」／ NHK山口放送局「情報維新！やまぐち」／ 読売テレビ「遠くへ行きたい」「秘密のケンミンSHOW」／ 日本テレビ「日テレNEWS24」／ KRY山口放送「熱血テレビ」「KRYニュースライブ」「さわやかモーニング」／ tysテレビ山口「週末ちぐまや家族」「ニュースタイム」「mix」／ yab山口朝日放送「Jチャンやまぐち」／ KBC九州朝日放送「アサデス。九州山口」／ KSB瀬戸内海放送「スーパーJチャンネル」／ FCT福島中央テレビ「ゴジてれ Chu !」／ TUFテレビユー福島「Nスタ ふくしま」
- ケーブルテレビ

山口ケーブルビジョン ／ 長門市ケーブルテレビ（ほっちゃテレビ）／ 萩テレビ ／ 周南シティケーブル ／ J:COMチャンネル下関 ／ ひろしまケーブルテレビハイキャット ／ 呉市有線テレビジョン ／ 三次ケーブルビジョン ピオネット ／ 矢掛放送 ／ 笠岡放送 ／ 中津市ケーブルネットワーク ／ CTBメディア ／ 今治CATV ／ 八西ケーブルテレビジョン ／ 中部ケーブルネットワーク ／ 日野ケーブルテレビ
- ラジオ

NHKラジオ第１ ／ KRY山口放送 ／ RCC中国放送 ／ KBS京都 ／ rfcラジオ福島 ／ RKB毎日放送 ／ KNB北日本放送 ／ wbs和歌山放送 ／ RNB南海放送 ／ RKC高知放送 ／ MBC南日本放送

NHK FM ／ エフエム山口 ／ 広島エフエム ／ FM香川 ／ エフエム徳島 ／ ふくしまFM
- 新聞

読売新聞 ／ 朝日新聞 ／ 毎日新聞 ／ 東京新聞 ／ 山口新聞 ／ 中國新聞 ／ 西日本新聞 ／ 大分合同新聞 ／ 島根日日新聞 ／ 愛媛新聞 ／ 徳島新聞 ／ 北日本新聞 ／ 福島民報 ／ 福島民友 ／ 長野日報 ／ 宇部日報 ／ 長門時事新聞 ／ ほうふ日報 ／ 羽島新報 ／ 日本金融通信社
- 雑誌 機関誌 等

月刊誌『御堂さん』 ／ やまぐち夢追い人50人 ／ 月刊 九州王国 ／ 月刊CENTURY ／ 防長倶楽部　等

## テレビドラマ出演
- 2022年8月『たべものがたり 元木食堂 Season 3 第5話』チヒロ役として出演。ドラマの脚本・演出は室積光。主演は俳優の元木行哉。Kビジョン、山口ケーブルビジョン、シティケーブル周南で一ヶ月間放送。
- 2022年11月『たべものがたり 元木食堂 【WA LOUNGE編】』に、Season 3 第5話の続編としてチヒロ役で出演。

## コンサートスタイル
ちひろのコンサートスタイルは、歌の間に語りと朗読を取り入れるのが特徴。特に金子みすゞの詩に関しては、みすゞの生い立ちに迫る。活動を通して出会ってきた知人との実話も語る。ピアノ弾き語りもあり、一人舞台でありながら何役もこなす独特のステージ演出となっている。

## レギュラー番組
ラジオ
- - 2004年12月FMながと（FM AQUA）「ちひろDEランチ」レギュラー
- 2005年7月 - KRY山口放送ラジオ「ちひろDEブレイク」（日曜日14時-）レギュラー
- 2018年 - NHKラジオ第1（中国地方5県の放送）「中国!ちゅーもく!ラジオYAMAGUTIC」レギュラーゲスト
- 2021年4月 - 9局（番組放送開始時は3局）放送番組「みすゞさんと明るいほうへ」毎週水曜日午前11：00-他　／　FM-NANAKO、FM AQUA、COME ON ! FM、FMスマイルウエ～ブ、しゅうなんFM、FMわっしょい、KOCOラジ（郡山コミュニティ放送）、FMはつかいち、ULTRA FM
- 2023年4月 - KRY山口放送「熱血テレビ」”生誕120年 今伝えたいみすゞの心”

## ディスコグラフィー

### シングル
|     | 発売日        | タイトル                                      | カップリング                   | 備考                 | 発売元               |
| --- | ------------- | --------------------------------------------- | ------------------------------ | -------------------- | -------------------- |
| 1st | 2005年7月24日 | 草原のラピエ 太古の海の物語                   | 夜明け                         | 国定公園秋吉台ソング | 株式会社大一写真工業 |
| 2nd | 2018年7月15日 | 愛のメッセージ（※シングル曲名は”メッセージ”） | 糸、愛のメロディ               |                      | 株式会社ベルミューズ |
| 3rd | 2020年3月31日 | 自分に出逢うために                            | インストゥルメンタル、カラオケ | 応援ソング           | 株式会社ベルミューズ |

### アルバム
|      | 発売日         | タイトル                                                | 収録曲数           | レーベル     | 備考 |
| ---- | -------------- | ------------------------------------------------------- | ------------------ | ------------ | --- |
| 1st  | 2004年3月28日  | わたしと小鳥とすずと                                    | 11曲               | ChihiroSound | 金子みすゞ作品 |
| 2nd  | 2004年11月7日  | 星とたんぽぽ                                            | 12曲               | ChihiroSound | 金子みすゞ作品 |
| 3rd  | 2005年12月11日 | 大漁                                                    | 11曲               | ChihiroSound | 金子みすゞ作品 |
| 4th  | 2006年11月1日  | 花のたましい                                            | 11曲+2bonus tracks | ChihiroSound | 金子みすゞ作品 |
| 5th  | 2007年9月23日  | いにしへを仰ぎて〜君想ふことの葉〜                      | 11曲               | ChihiroSound | 和歌の歌と語り作品 |
| 6th  | 2008年10月10日 | ただ念仏して〜歎異抄から〜                              | 5曲                | ChihiroSound | 歎異抄作品 |
| 7th  | 2008年12月21日 | ちひろ 心のうた                                         | 8曲                | ChihiroSound | オリジナル＆カヴァー作品（5周年記念アルバム）                                                                                              |
| 8th  | 2010年8月13日  | 私と小鳥と鈴と                                          | 18曲               | ChihiroSound | 金子みすゞ作品 |
| 9th  | 2010年8月13日  | 明るい方へ                                              | 18曲               | ChihiroSound | 金子みすゞ作品 |
| 10th | 2015年10月4日  | Message〜メッセージ〜                                   | 11曲               | BELLMUSE     | オリジナル＆カヴァー作品 |
| 11th | 2016年7月21日  | REBORN -リボーン 金子みすゞ-                            | 16曲               | BELLMUSE     | 金子みすゞ/矢崎節夫作品 |
| 12th | 2019年2月21日  | Live in HAKUJU HALL                                     | 15曲（2枚組）      | BELLMUSE     | 15th Anniversary CONCERT 東京公演のライブ盤                                                                                                |
| 13th | 2020年11月1日  | 湯田温泉にKON来ん？～ゆう太とゆう子の10th Anniversary～ | 15曲               | BELLMUSE     | 山口市湯田温泉 湯田ゆう太・ゆう子のテーマソング                                                                                            |
| 14th | 2023年5月12日  | よき花よ －九條武子和歌 仏教讃歌－                      | 16曲               | BELLMUSE     | 大正三美人の一人として数えられる歌人「九條武子」の遺した和歌や詩に作曲した歌、歎異抄の数節に作曲した歌、オリジナルソングを収録したアルバム |

## ミュージックビデオ
- 「私と小鳥と鈴と」 2023 Remix
- 「自分に出逢うために」～廣瀬順子選手応援ソング～
- 「明るいほうへ みんなで乗り越えよう！プロジェクト」長門市ver.
- 「長門市正午の防災無線 ” 一寸法師 ” 」
- 「明るい方へ（イラストver.）」
- "To the Bright Side" Let's Overcome Project WORLD VERSION
- 「金のお好きな王さま」
- 「明るいほうへ みんなで乗り越えよう！プロジェクト」
- 「だんごむし」
- 「金米糖の夢」
- 「湯田温泉にKON来ん？」
- 「私と小鳥と鈴と New Arrenged Ver.」
- 「メッセージ 〜マザーテレサの言葉〜」
- 「南十字星煌く空の下に」
- 「Me, a Little Bird, and a Bell 〜私と小鳥と鈴と〜」
- 「ちひろ国歌斉唱 in マツダスタジアム」
- 「私と小鳥と鈴と」
- 「Message〜メッセージ〜 ダイジェスト版」
- 「鯨法会」
- 「明るい方へ」
- 「大漁」
- 「こだまでしょうか」